# 薩卡克文化
薩卡克文化（英語：Saqqaq culture）是南格陵蘭地區的一個古愛斯基摩文化。名稱來自已有許多考古發現的薩卡克遺址。薩卡克人是現在格陵蘭地區已知居住時間最久的族群。

## 時代
薩卡克文化是南格陵蘭地區發現到最早的考古學文化，存在時間約在西元前2500年到西元前800年。這個文化與獨立一號文化（約西元前2400年到西元前1300年）同時存在。在薩卡克文化消失以後，北格陵蘭的獨立二號文化和西格陵蘭的早期多爾塞特文化開始出現。關於薩卡克文化在西格陵蘭轉換到早期多爾塞特文化的明確時間仍存在爭議。
薩卡克文化主要分成兩個時期，最大的差別在新的時期學會使用砂岩。薩卡克文化晚期與多爾塞特文化早期的特徵互相符合。

## 考古發現
考古學家在格陵蘭西部（凱爾塔斯瓦克）發現了被稱為「因紐克」的薩卡克人冷凍遺骸，並已對其進行DNA定序。他有棕色的眼睛，黑色的頭髮和鏟狀的牙齒。已經可以確定他大約生活在4000年前，並且與西伯利亞東北部的原始人有關連。薩卡克人不是現代卡拉利特人的祖先，但是可以確定他們與現代楚科奇人和科里亞克人有關。目前尚不清楚他們是乘船還是走過冰面來跨越海峽。
薩卡克人住在小帳篷裡，捕獵海豹、海鳥和其他海洋動物為食。薩卡克文化的人們使用矽化板岩、瑪瑙、石英岩和水晶來製作工具。

## 基因
2014年8月一篇發表在《科學》期刊的基因研究對六具埋在格陵蘭克克爾塔蘇蘇克的遺骸（校正後約西元前3000年到1900年）進行調查。提取的五個粒線體DNA樣本中四個屬於單倍群D2a1，一個屬於D2a 。這些單倍群在多爾塞特文化中占主導地位，在現代西伯利亞尤皮克人和阿留申人中發現的頻率很高，因此推論薩卡克人與現代的西伯利亞尤皮克人和阿留申人關係相對密切。證據顯示薩卡克人的祖先在西元前4000年左右從西伯利亞遷徙進入北美，隨後他們很大程度上與其他生活在北美洲的族群保持隔離。

## 外部連結
- 4,000年前的遺跡 （页面存档备份，存于）